# Didier Awadi

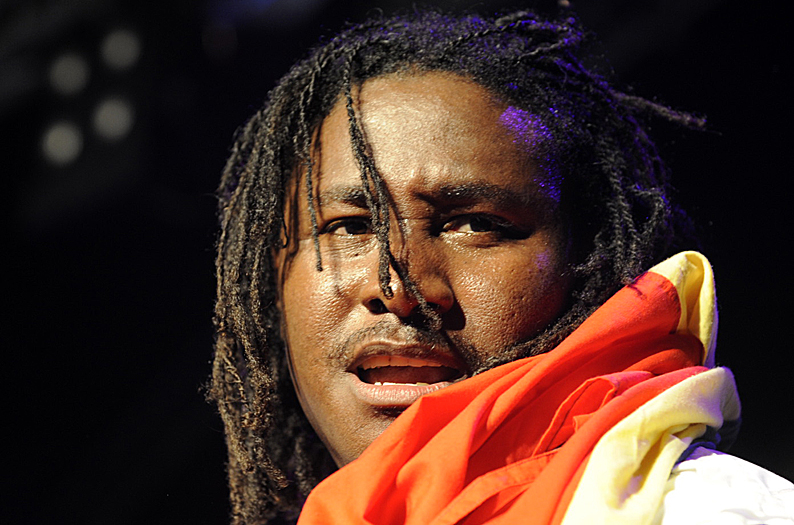
Didier Awadi

Didier Awadi är en senegalesisk rappare. Han är född 1969 och uppvuxen i vänskapskvarteren i Dakar. Han är en av pionjärerna inom rappen i Senegal och Västafrika. 1989 bildade han gruppen Positive Black Soul (PBS) tillsammans med Doug-E-Tee (Amadou Barry).
- Wikimedia Commons har media som rör Didier Awadi.